# Mariano Pallottini
Mariano Pallottini (Carassai, 27 giugno 1911 – Roma, 15 luglio 1998) è stato un architetto e urbanista italiano.

## Biografia
Mariano Pallottini, si laurea nella facoltà di Architettura dell'Università degli Studi di Roma "La Sapienza" nel 1937 e si iscrive all'Ordine degli Architetti nel 1938. La sua attività professionale inizia prima della seconda guerra mondiale. Nel periodo prebellico partecipa ad alcuni Concorsi di Architettura e si dedica alla raccolta di documentazioni grafiche e di archivio sulle fasi storiche di formazione e di trasformazione dell'assetto urbano dal periodo neolitico al tardo medioevo della Regione Marche. 
Obiettivo della sua ricerca è l'acquisizione di nuovi strumenti di ricognizione, a fini culturali ed operativi. 
L'attività professionale dell'Architetto Pallottini è caratterizzata da uno sperimentalismo controllato, espresso in opere di edilizia privata e pubblica: chiese, scuole, ospedali, edifici residenziali e di uso pubblico. 
Conquista la Libera docenza in Urbanistica nel 1951.
Maturo alla Cattedra di Urbanistica nel concorso bandito dall'Università di Firenze nel 1954. 
È professore universitario nella facoltà di Ingegneria e nella facoltà di Architettura della “Sapienza” di Roma dal 1955 al 1983. 
Partecipa all'insegnamento dell'urbanistica nella facoltà di Architettura e avvia nel 1960 la prima sperimentazione didattica dei piani territoriali. 
Fra i suoi contributi ad indirizzo professionale nell'urbanistica si citano: rilievo delle piazze storiche romane e dei centri storici della pianura pontina condotti come Direttore di Ricerca con il contributo dei CNR 
Come capogruppo degli esperti partecipa alla stesura delle prime opere proposte per il P.T.C. (Piano territoriale di coordinamento) delle Marche per il Provv. alle OO.PP. 
Redige i primi P.R.G. (Piano regolatore generale comunale)  per le città di Ascoli Piceno, Pesaro, Ancona, Fermo, Terracina e Latina.

## Concorsi e Opere
- 1938 - 1941
- Concorso per la nuova sede INPS a Ponte Milvio, Roma (con A. Baccin, L. Favini, C. Andreani).
- Concorso per la casa rurale tipo - l° premio.
- Concorso per la Piazza antistante l'EUR, Roma (con L. Favini) (premiato fra i primi tre progetti).
- Premio Reale di Architettura dell'Accademia di S. Luca 1940 (giudicato vincitore).
- Concorso per case dei fascio tipo – 2º premio.
- 1946 - 1948
- Concorso-appalto ricostruzione Ponte Maggiore di Ascoli P. – l° premio.
- Concorso per scuole elementari tipo - 2' premio.
- Sistemazione urbanistica della Piazza dei Comune di Matelica.
- Scuola elementare a Tessennano (con L. Favini).
- Concorso per il Palazzo di Giustizia a Beyrut (con L Favini).
- Concorso Nuova Stazione Termini (con L. Favini) X premio.
- Piani di ricostruzione di Itri ed Esperia (con F. Fasolo).
- 1949 - 1951
- Concorso Auditorium Borghetto Fiaminio in Roma (con L. Favini) - premiato fra i primi cinque.
- Concorso per la Chiesa di Francavilla a mare (Chieti) - segnalato.
- Ricostruzione dei Palazzo Comunale di Montegiorgio[6]
- Chiesa parrocchiale di Porto Sant'Elpidio (Fermo).
- Edifici INA-Casa a San Benedetto del Tronto, Itri, Ascoli Piceno, Roma, Cento, Fermo.
- Quartiere I.A.C.P. S. Martino a Pesaro.
- Scuola elementare e media, Centro Sociale, Chiesa parrocchiale nel quartiere S. Martino a Pesaro.
- 1952 - 1955
- Villini a Piazza SS. Pietro e Paolo, Roma EUR.
- Edifici residenziali a via Etna in Roma.
- Chiesa parrocchiale a Fano.
- Piano Regolatore Generale di Ascoli Piceno.
- Chiesa parrocchiale a Prato.
- Piano di ricostruzione di Urbania
- Concorso per il Piano Regolatore Generale di Ancona (con A. Baccin, R. Pontecorvo, C. Salmoni)- 1º premio.
- P.R.G. di Pesaro. Edificio residenziale in via De Gasperi, Ascoli Piceno.
- Concorso per il Teatro d'Annunzio a Pescara (con A. Cataldi Madonna, F. Marinucci) – l° premio.
- Concorso per il Piano Regolatore Generale di Terracina (con L. Favini) – 1º premio.
- Progetto per la nuova Facoltà di scienze - Università di Roma (con M. Paniconi, G. Pediconi).
- Chiesa parrocchiale ad Urbania.
- 1956 - 1961
- Villino Magrini ad Altipiani di Arcinazzo.
- Uffici API a Falconara Marittima.
- Chiesa parrocchiale e scuola materna ad Andrano (LE).
- Villino Cataldi a Pedaso (Fermo).
- Piano di Fabbricazione di Fermo.
- Edifici residenziali a Pesaro.
- Edificio residenziale a Villa Massimo, Roma.
- Centrale Termoelettrica API a Falconara M.
- Chiesa parrocchiale di Malvito (CS).
- 1962 - 1966
- Ospedale Generale Provinciale di Ascoli Piceno (con E. Teodori).
- Piano intercomunale di Ancona (con A. Baccin, C. Salmoni).
- P.T.C. delle Marche capogruppo.
- Teatro all'aperto D'Annunzio nella Pineta di Pescara (con A. Cataldi Madonna, F. Mariucci)
- Cinque nuclei edilizi Legge 167, Pesaro.
- Otto nuclei edilizi legge 167, Pescara.
- Quartiere CEP, Pescara (con E. Montuori).
- Nuovo Liceo Scientifico, Ascoli Piceno
- Concorso per il Liceo Classico di Ascoli P. (con M. Greco, C. Platone, E. Teodori) – l° premio.
- Quartiere Santa Petronilla a Fermo.
- Edificio residenziale in via Salaria, Ascoli Piceno
- 1967 - 1972
- Piano Regolatore Generale di Fermo.
- Piano Regolatore Generale di Terracina (con L. Favini).
- Liceo Classico, Ascoli Piceno (con M. Greco, C. Platone, E. Teodori).
- Scuola Media di Petritoli.
- Concorso per nuove Chiese in Roma (con P. Cavicchioni) - segnalato.
- Villini in viale Oceano Atlantico, Roma. 1
- 1973 - 1978
- Periodo prevalentemente dedicato alle ricerche per le sue pubblicazioni universitarie.
- Proposte per il P.T.C. delle Marche (Capo Gruppo).
- 1979 - 1980
- Ricostruzione altana dell'Orologio a Carassai.
- Ampliamento dei Cimitero Comunale di Carassai (con R. Pallottini).
- Piano di recupero dei Piazzale antistante il Santuario di Loreto (con R. Pallottini, L. Polizio).
- Sala delle Manifestazioni Pescaresi, Pescara (con R. Pallottini, L. Polizio).
- P.P. Zone «0» Castel di Leva, Roma (Capo Gruppo).

## Galleria d'immagini

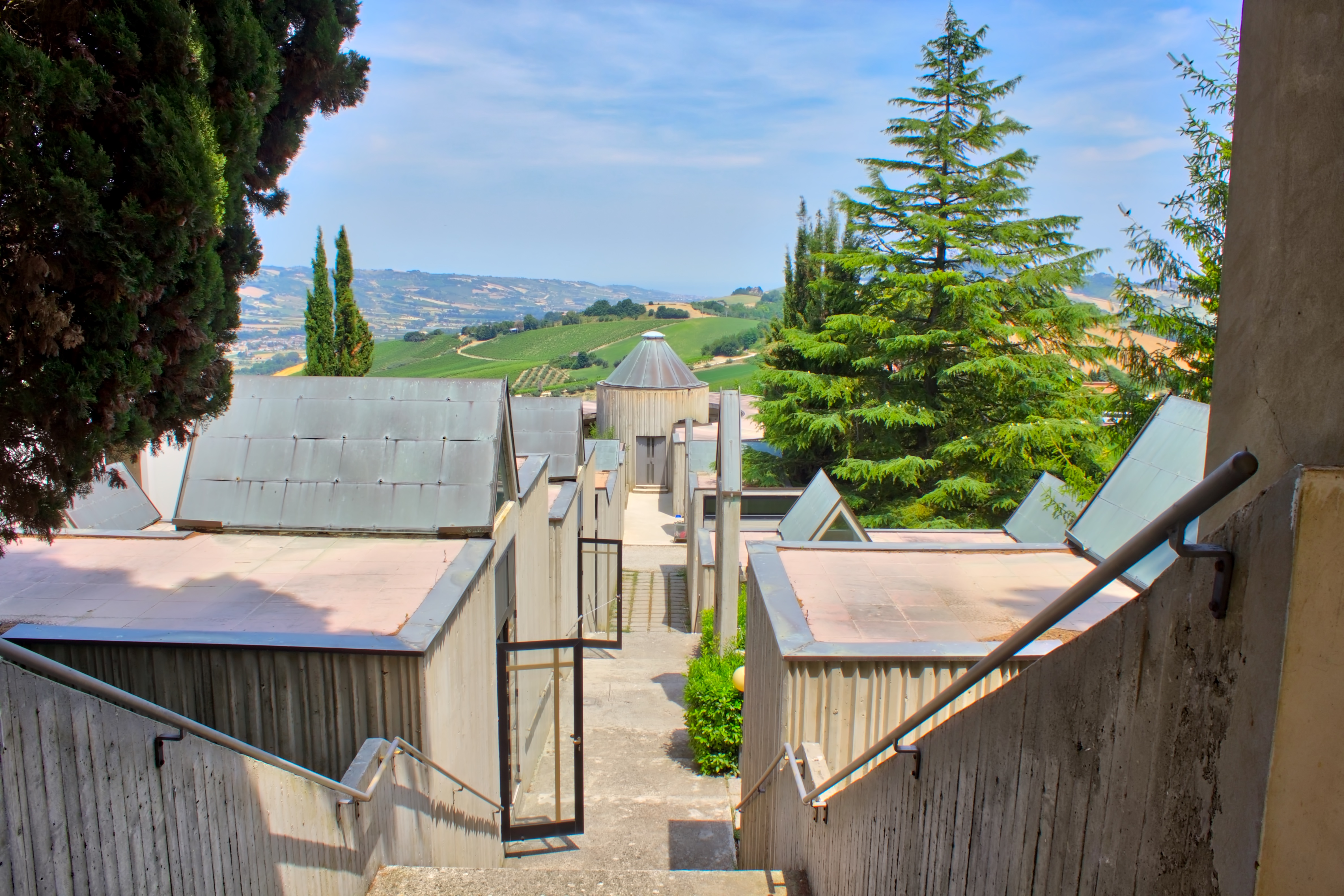
Accesso al Nuovo Cimitero di Carassai
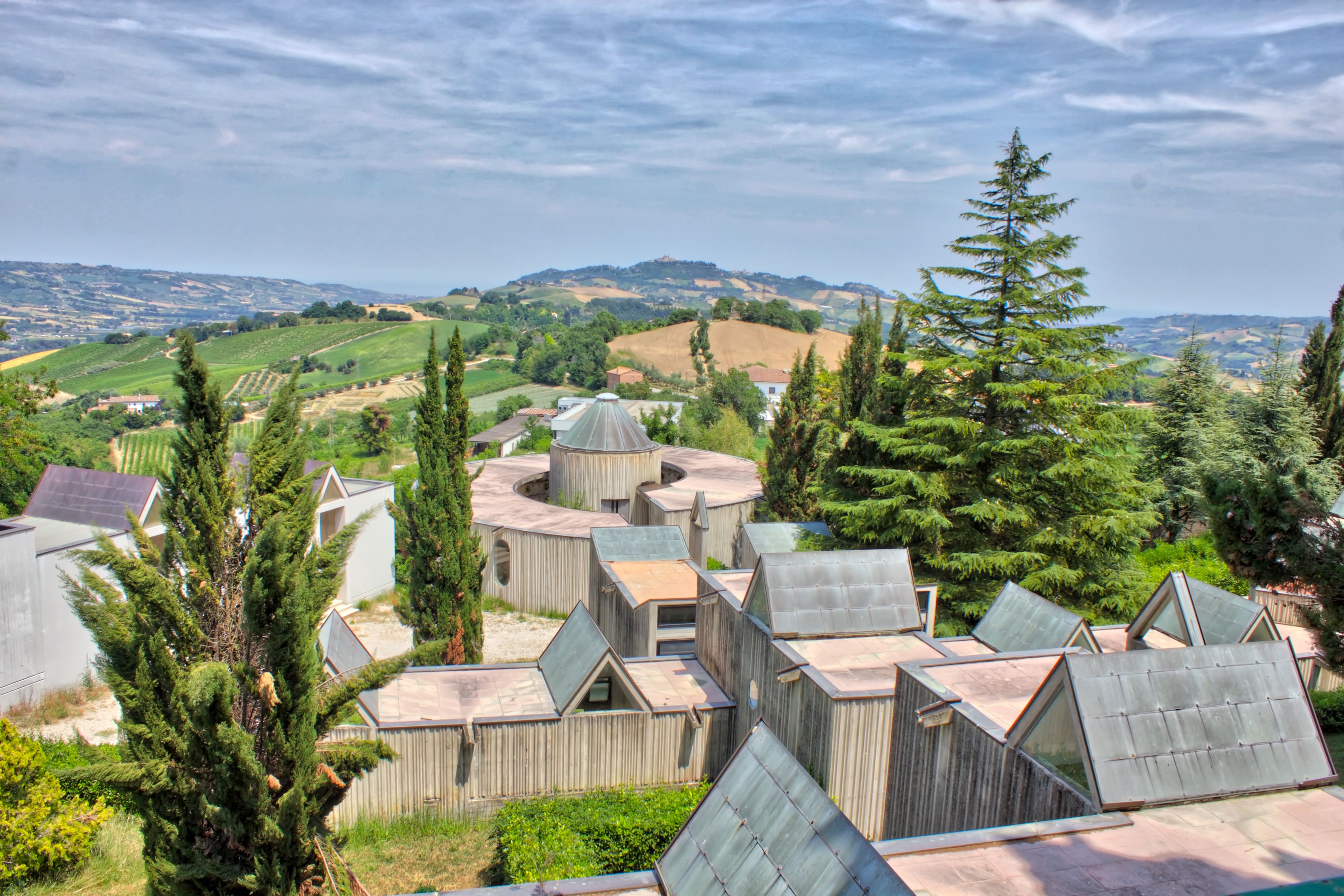
Il Nuovo Cimitero di Carassai
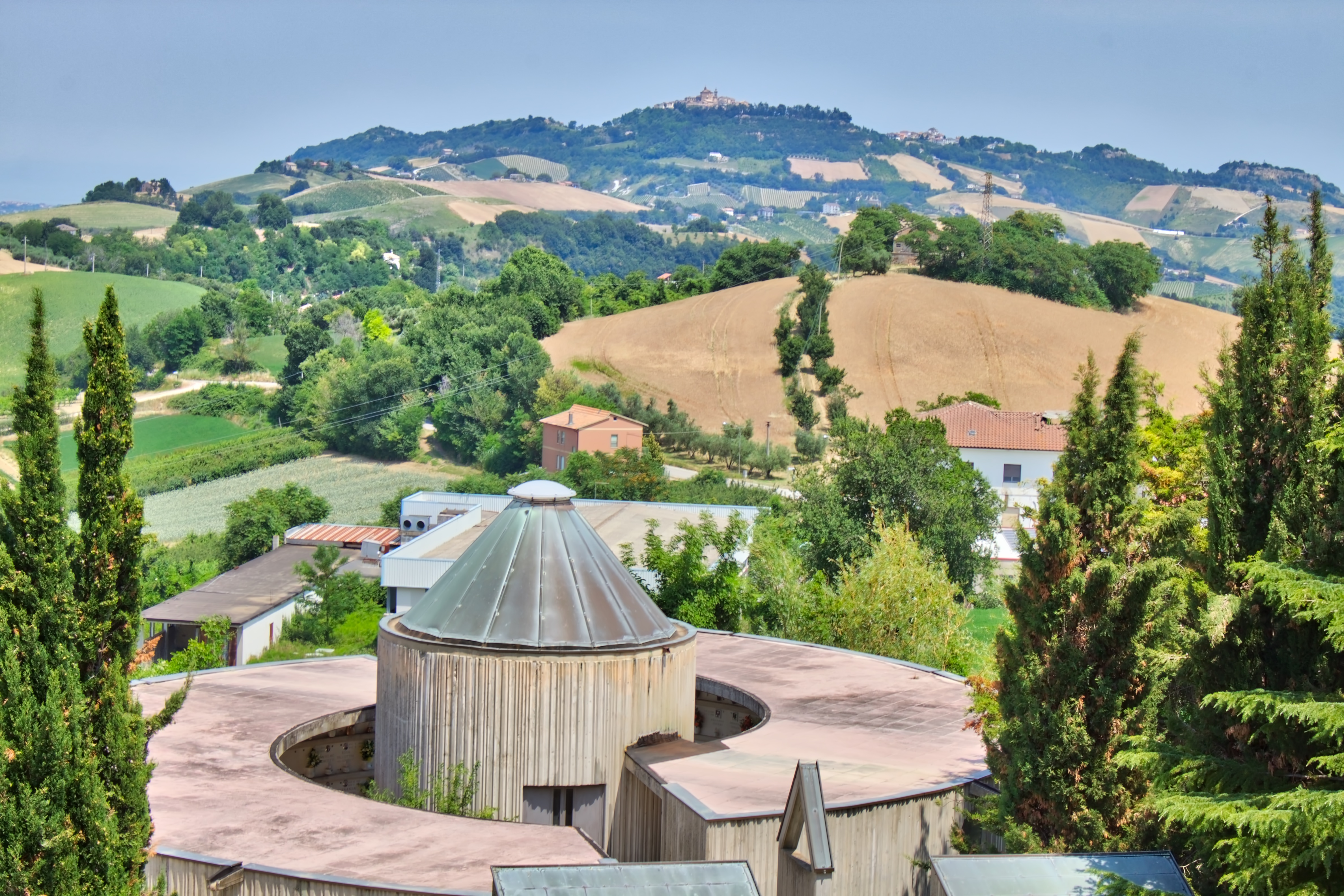
Nuovo Cimitero

## Pubblicazioni
- 1950 Profili di Storia dell'Urbanistica - Le Marche, I, Roma, Tipografia Regionale
- 1960 I comuni della bassa valle dell'Aniene ed il Tevere, con Plinio Marconi eLuciana Finelli, Roma, Univ.degli Studi, Facoltà di Architettura
- 1962 Le aree comprensoriali nel P.T.C. delle Marche Mariano Pallottini, Giuseppe Tardella, Roma, F.lli Palombi
- 1963 Introduzione all'urbanistica, Roma, Bulzoni Editore
- 1966 L'Urbanistica, oggi, Roma, Bulzoni Editore
- 1966 Proposte per un piano regionale, Roma, Bulzoni Editore
- 1966 Dalle città alle comunità : vicende urbanistiche dell'Alto Medio Evo, Roma, Bulzoni Editore
- 1974 Il territorio pontino : elementi di analisi storiografica dalle origini alla bonifica integrale, Roma, Bulzoni Editore
- 1974 Lezioni introduttive ai temi di urbanistica, Roma, Brunetti
- 1978 Arte Scienza Politica della Città - Teoria e metodi per l'Urbanistica, Roma, Bulzoni Editore
- 1993 Alle origini della città Europea: storia dell'urbanistica, Edizioni Quasar - ISBN 88-7097-035-3